# Източни Саяни
Източните Саяни (на руски: Восточный Саян), е планинска система в Южен Сибир, в пределите на Русия (южната част на Красноярски край, североизточната част на Тува, западната част на Бурятия и южната част на Иркутска област) и северната част на Монголия, част от голямата планинска система Саяни.
Простира се от северозапад на югоизток на протежение повече от 1000 km от левия бряг на Енисей, югозападно от Красноярск почти до югозападните брегове на езерото Байкал.

## Геоложки строеж
В геоложко отношение Източните Саяни представляват асиметрична нагъната структура със северозападно простиране, подпъхната под югозападния край на Сибирската платформа. Спрямо възрастта си се дели на две части, разделени от зоната на дълбок разлом: къснокамбрийска (рифейска или байкалска) на североизток и раннокаледонска (камбрийска) на югозапад. В строежа на североизточната (къснокамбрийска) част участват докамбрийски скали с различна възраст: ортогнайси, парагнайси, амфиболити, кристалинни шисти, зелени шисти, мрамори, кварцити и др. Значителна роля играят интрузивните горнорифейски гранитоиди и ултрабазалти. Докамбрийските скали изграждат редица големи блокове, разделени от дълбоки и регионални разломи. Крайните блокове, опиращи в Сибирската платформа, влизат в състава на нейния високо издигнат и раздробен фундамент, въвлечен в зоната на байкалското нагъване. Те са отделени от останалата част на Източните Саяни от един главен разлом, който в тектонско отношение представлява един от важните структурни елементи на планината.
В строежа на раннокаледонската част взимат участие основно долнокамбрийски, частично среднокамбрийски вулканогенно-седиментни наслаги и долнопалеозойски гранитоидни интрузии. Всички тези скали образуват редица големи блокове, разграничени от разломи.
Тези две докамбрийски и раннокаледонски части през девона започват да формират падини (Минусинска, Рибинска и др.), изпълнени със средно- и горнопалеозойски вулканогенни и сивочервени седиментни наслаги (от девона до перма включително) и интрузивни гранити и сиенити с девонска възраст. Започвайки от тогава и в течение на почти целия мезозой планината се е развивала в условията на континентален режим, като на големи части от нейната територия са станали разрушения, повдигнали нагънатото съоръжение и заравнили релефа. В отделни мезозойски падини, предимно през средната юра се наслояват теригенно-въглищни наслаги със значителна мощност.

## Полезни изкопаеми
Основните полезни изкопаеми са: слюда (мусковит), свързана с горнорифейските пегматити; злато, привързано към кварцови, кварцово-сулфидни и кварцово-карбонатни жили; графит (Боготолски Голец); рифейски железисти кварцити (Соснови Байц); къснодокамбрийски боксити; находища на редки метали и редки елементи, свързани с горнорифейските пегматити, среднопалеозойските гранити и карбонати; азбест, свързан с ултраосновни скали; фосфорити в калциево-карбонатни скали от раннокаледонската част. На югоизток, основно в Тункинската котловина бликат множество минерални извори.

## Релеф
Основното направление на големите хребети и вериги в планината съвпада с простирането на главната тектонска структура и основните разломи. Общото и продължително заравняване на релефа през мезозоя било прекъснато през неогена от сводообразно издигане, съпровождащо се с диференцираното движение на отделните блокове. Засилването на тези движения, създали в края на неогена и началото на антропогена съвременния планински облик на Източните Саяни. Те се съпровождали в източните части от обилно изливане на базалтова лава, повсеместни интензивни ерозионни разчленения и нееднократни заледявания на най-високо издигнатите участъци.
В западните части на Източните Саяни преобладават хребети с плоски била, чиято височина постепенно се повишава в югоизточно направление, като образува т.нар. белогория (Манско, Канско и др.) и „белки“, получили своето название от петната сняг, съхраняващи се по върховете им през цялата година.
В горните басейни на реките Кизир и Казир (съставящи на река Туба, десен приток на Енисей) са разположени Агулските Белки, които заедно с близките до тях хребети Крижин (на запад) и Ергак-Таргак-Тайга (на юг), влизащи в системата на Западните Саяни образуват най-големия високопланински възел в Източните Саяни с височина до 2922 m (връх Грандиозни) и прекрасно изразени алпийски форми на релефа. От този възел на югоизток продължава вододелния Удински хребет, представляващ високопланинска верига със силно разчленен релеф. По-нататък на югоизток воводелните хребети придобиват характер на масиви с плоски била, но източно от река Тиса (ляв приток на Ока) отново преобладават алпийските гребени (хребета Болшой Саян), достигащи най-голяма височина в цялата планина в масива Мунку Сардък 3491 m (51°43′08″ с. ш. 100°35′52″ и. д. / 51.718889° с. ш. 100.597778° и. д.). На север от масива почти паралелно се простират хребетите Китойски Голци и Тонкински Голци, отделени от основния хребет на планината от долината на река Иркут и Тункинската котловина.
Наред със силно разчленените форми на релефа за Източните Саяни са характерни и обширни участъци с древен заравнен релеф, разполагащ се обичайно на височина от 1800 – 2000 m до 2400 – 2500 m. В източните части, между реките Хамсара и Голям Енисей и в басейна на горното течение на река Ока, в релефа се открояват полегато-наклонените плата, изградени от туфи и лави, излели се от древните големи щитовидни вулкани. За разлика от тях (древните вулкани) в настоящето (в басейна на река Ока) прекрасно са се съхранили вече значително разрушени от денудацията много млади вулканични образувания (вулканите Кропоткин, Перетолчин и др.).
За голяма част от склоновете на планинските хребети, разположени на височина под 2000 m е характерен типичен среднопланински релеф с дълбоко врязани долини и относителни височини до 1000 – 1500 m. По-надолу следва хълмист и нископланински релеф. В междупланинските котловини (Тункинската и др.) и по долните течения на реките Казир и Кизир са развити различни типове акумулативен релеф, образуван от ледникови, водноледникови и езерни наслаги – хълмисто-моренен релеф, крайни морени, камови тераси и др.

## Климат
Климатът в планината е рязко континентален, с продължителна и сурова зима, прохладно и неустойчиво време през лятото, в течение на което пада основната сума на валежите. Континенталността на климата нараства от запад на изток. На височина 900 – 1300 m средната януарска температура се колебае от –17 до –25 °C, а средната юлска – от 12 до 14 °C. Разпределението на валежите е в тясна зависимост от ориентацията на планинските склонове. По западните и югозападни склонове, открити към влажните въздушни маси падат до 800 mm валежи годишно, в северните подножия – до 400 mm, а в източните и югоизточните райони, намиращи се в „дъждовна сянка“ – не повече от 300 mm. Зимата на запад е снежна, а на изток малоснежна. В източните части на планината широко разпространение има вечно замръзналата почва. По най-високите масиви – източната част на хребета Крижин, в района на връх Топографи (най-големия планински възел) и масива Мунку Сардък има съвременни, предимно карови ледници. Общо в планината се наброяват около 100 ледника с обща площ около 30 km2.

## Води

### Реки
Речната мрежа на Източните Саяни изцяло принадлежи към водосборния басейн на река Енисей. От южните склонове води началото си река Голям Енисей (Бий Хем), заедно с дисните си притоци Баш Хем, Тоора Хем с Азас, Хамсара. По-надолу, директно в Енисей се вливат: Туба (с Казир и Кизир), Сида, Сисим, Мана, Кан с Агул. Към басейна на Ангара (десен приток на Енисей) принадлежат Бирюса с Тагул, Чуна (Уда), Ока с Ия, Белая, Китой, Иркут. Повечето от реките почти по цялото си протежение имат планински характер и само реките, водещи началото си от участъци със заравнен релеф текат в широки и плоски долини. Подхранването им е основно снежно и дъждовно. Замръзват в края на октомври или началото на ноември, а се размразяват в края на април или началото на май. Всички големи реки притежават големи хидроенергийни запаси, а някои от тях се използват и за транспортиране на дървен материал. На река Енисей, там където пресича крайните северозападни разклонения на Източните Саяни е изградена преградната стена на Красноярското водохранилище.

### Езера
Болшинството от езерата в планината имат ледников произход. Най-голямо е Агулското езеро, лежащо в тектонска падина на височина 992 m, а също и моренно-преградните езера Тиберкул и Можарско, разположени на 400 – 500 m.

## Типове ландшафти
Основните типове ладшафти в Източните Саяни са планинско-иглолистните и високопланинските. Сама в предпланинските райони (до височина 800 – 1000 m) и в Тункинската котловина преобладават светлите лиственични и борови гори, редуващи се с лесостепни и ливадноблатни (по долината на река Иркут) участъци.

### Планинско-иглолистен ландшафт (пояс)
Типичните планинско-иглолистни ланшафти заемат над 50% от територията на планината и са развити по склоновете на всичките основни хребети и по долините на реките. За този пояс е характерен умерено-прохладен и достатъчно влажен (особено на запад) климат. Преобладават тъмноиглолистните смърчово-кедрово-борови гори, развити върху планински слабоподзолисти светли дълбокоизлужени почви, които на запад и в централните части на планината се качват до 1500 – 1800 m. До 2000 – 2250 m са разпространени по-светли лиственично-кедрови гори върху планински оподзолени и кисели ожелезнени почви, образуващи горната граница на горската зона.
Планинските иглолистни гори са основно местообитание на важни представители на животинския свят. Тук обитават: белка, заек, лисица, сърна, марал, лос, кафява мечка и др. и множество видове птици. В горната граница на горите и сред скалистите пространства се среща собол и дива коза.

### Високопланински ландшафт (пояс)
Високопланинския пояс се отличава със суров климат, продължителна и студена зима, кратко и прохладно лято и интензивно протичащите процеси на солифлукция и физическо изветряне. Върху заравнените планински била господства храстовата и мъхово-лишейната камениста тундра върху маломощни, планинско-тундрови почви. В западните, по-влажни райони наред с планинската тундра често са развити субалпийски храсти и пасища. Силно разчленените склонове и върховете на планината с алпийски тип представляват камениста пустиня, почти лишена от растителност. Широко развитие имат сипеите и каменопадите. Животинския свят е беден: северен елен, тундрова и бяла патица и др.